# 7세대 비디오 게임기
비디오 게임의 역사에 있어 7세대 비디오 게임기로는 2005년 말 닌텐도와 마이크로소프트, 소니가 출시한 기기들이 포함된다. 다음 세대인 8세대는 2012년 11월에 시작되었다. 7세대의 가정용 콘솔은 마이크로소프트의 엑스박스 360이 2005년 11월 22일 발매되면서 시작되었으며 이어 소니의 플레이스테이션 3가 2006년 11월 17에 발매되었고, 닌텐도의
Wii가 2006년 11월 19일 발매되었다. 각 새로운 콘솔들은 기술적으로 새 면모를 보였다. 엑스박스 360은 고선명 비디오 (HD) 해상도를 지원했고, 플레이스테이션 3은 내장된 3D 블루레이 플레이어를 통한 HD 무비 재생을 지원했고 Wii는 조이스틱 뿐만이 아닌 움직임을 감지하는 센서와 연동되는 컨트롤러를 선보였다. Wii 컨트롤러의 일부는 게임 내 행동을 조종하기 위해
움직여서 게임플레이 도중 실제 세계에서 움직이는 것과 같이 움직이도록 되어있다. (예를 들어, Wii 스포츠 테니스 게임의 경우, 유저가 컨트롤러를 휘둘러서 테니스볼의 화면상 이미지를 칠 수 있다). 비디오 게임 콘솔은 IT 인프라 전체에 걸쳐 중요한 시장으로 성장하였다. 비디오 게임 콘솔 시장은 2007년 기준 범용 컴퓨터 시장의 25%를 차지하였다.
닌텐도가 모션 시장에 뛰어들면서, 소니는 2010년 9월, 플레이스테이션 무브를 출시하였다. 이 기기는 Wii와 비슷한 모션 게이밍을 지원하는 특징이 있다. 마이크로소프트도 키넥트 (2009년 6월 기준
이전에는 "프로젝트 나탈"이란 이름으로 발표되었음)를 발매하면서 이 시장에 뛰어들었다. 앞서 두 기기 (플레이스테이션 3와 Wii)와는 다르게 키넥트는 다른 설정된 컨트롤러를 쓰지 않고 유저들에게 컨트롤러를 제작하도록 하는 것이 특징이다. 출시된지 60여 일만에 800만 대 이상을 팔아치우면서 전자 기기 중 가장 빨리 팔린 기록으로 기네스 세계기록에 등재되었다. 엑스박스 360이 스탠드얼론 제품으로서 무선 컨트롤러 뿐만이 아닌 유선 컨트롤러도 지원하는 반면, 모든 플레이스테이션 3의 컨트롤러는 유선과 무선 설정을 할 수 있도록 되어있다. 7세대의
휴대용 콘솔은 2004년 11월 21일 북미에 닌텐도 DS가 게임 보이 어드밴스, 게임큐브 콘솔을 이은 "세번째 기둥"으로서 소개되면서 시작되었다.
닌텐도 DS (NDS)는 터치스크린과 내장 마이크와 무선 IEEE 802.11 (와이파이) 표준을 지원하는 특징이 있다. 이어, NDS의 개량된 버전인 닌텐도 DSi에는 두개의 카메라가 들어가고 DSi 스토어에서 게임을 다운받고 웹 브라우저가 추가되었다. 플레이스테이션 포터블 (PSP) 은 다른 특징을 지니면서 2004년 12월 12일 발매되었다. PSP는 유니버설 미디어 디스크 (UMD)를 주요 저장 매체로 써서 광학 디스크 포맷을 쓰는 첫번째 휴대용 기기가 되었다. 소니는 또한 PSP에 강력한 멀티미디어 수용력과 플레이스테이션 3, 플레이스테이션 2 (일부 게임만), 다른 PSP들과 연결하는
기능과, 인터넷 연결 기능을 제공했다. 닌텐도 DS도
이와 비슷하게 다른 닌텐도 DS기기와 Wii 기기와 연결하는 기능 뿐만이 아니라 닌텐도 와이파이 커넥션과 닌텐도 DS 브라우저를 통해 인터넷에 연결하는 기능을 제공한다. 두 기기의 높은 판매량에도 불구하고 플레이스테이션 포터블의 판매량은 닌텐도 DS의 판매량에서 지속적으로 뒤쳐졌지만, 플레이스테이션 포터블은 가장 잘 팔린 비닌텐도 휴대용 게임 기기가 되었다.
크라우드펀딩으로 850만 달러를 투자받은 오우야는 2013년에 출시되었다. 발매 이후 판매량은 저조하여, 상업적으로 실패를 거두었다. 이 사업은 재정적 문제로 침체를 겪게 되고 레이저 주식회사에 매각되었다. 레이저는 2015년 7월, 이 기기에 대한 지원을 중단하겠다고 밝혔으며 추가적으로 엔비디아 쉴드 콘솔, 모조, 레이저 스위치블레이드, 게임팝, 게임스틱, 오우야, 그리고 PC 기반의 스팀 머신과 같은 마이크로콘솔들이 게임 콘솔 시장에 뛰어들었고 이들 기기 중에는 이론상으론 강력한 기기들이 있었지만, 7세대 콘솔 기기로는 거의 언급되지 않았다.
2013년 10월, 닌텐도가 Wii 생산을 중단하겠다고 밝히면서 7세대 콘솔 중에서 처음으로 지원이 중단되는 기기가 되었다. 이후, 2014년에 소니는 닌텐도가 닌텐도 DS 제품군의 기존 라인을 지원하지 않고 닌텐도 3DS 제품군에 집중하겠다고 밝힌데에 이어 플레이스테이션 포터블 제작을 전세계적으로 중단하겠다고 밝혔다. 마이크로소프트도 2016년 4월 말 이후 엑스박스 360을 지원하지 않겠다고 밝혔고 이 해 말에 소니도 일본 내 플레이스테이션 3 지원을 중단하겠다고 밝혔다.

## 가정용 기기

### Wii

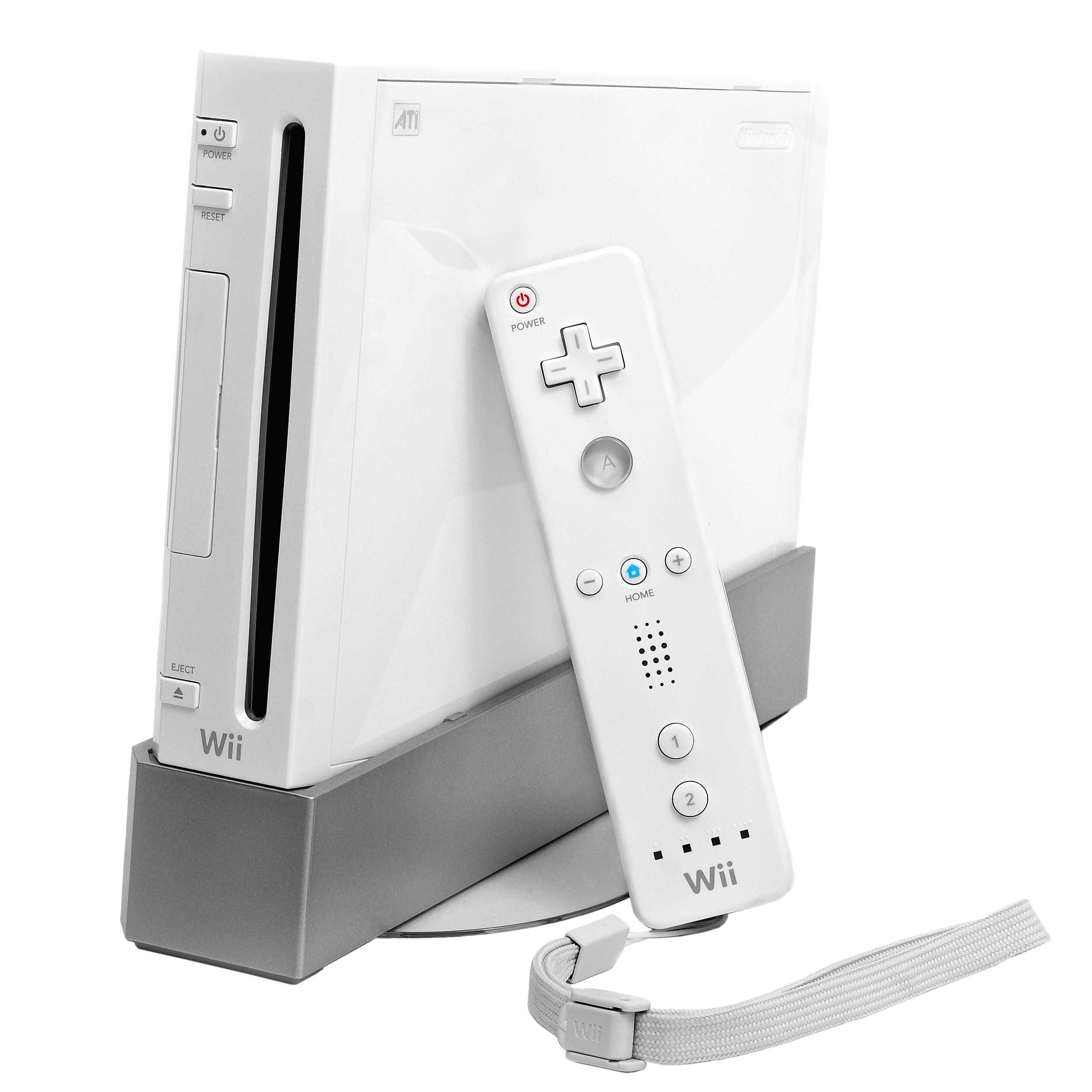
Wii와 Wii 리모트

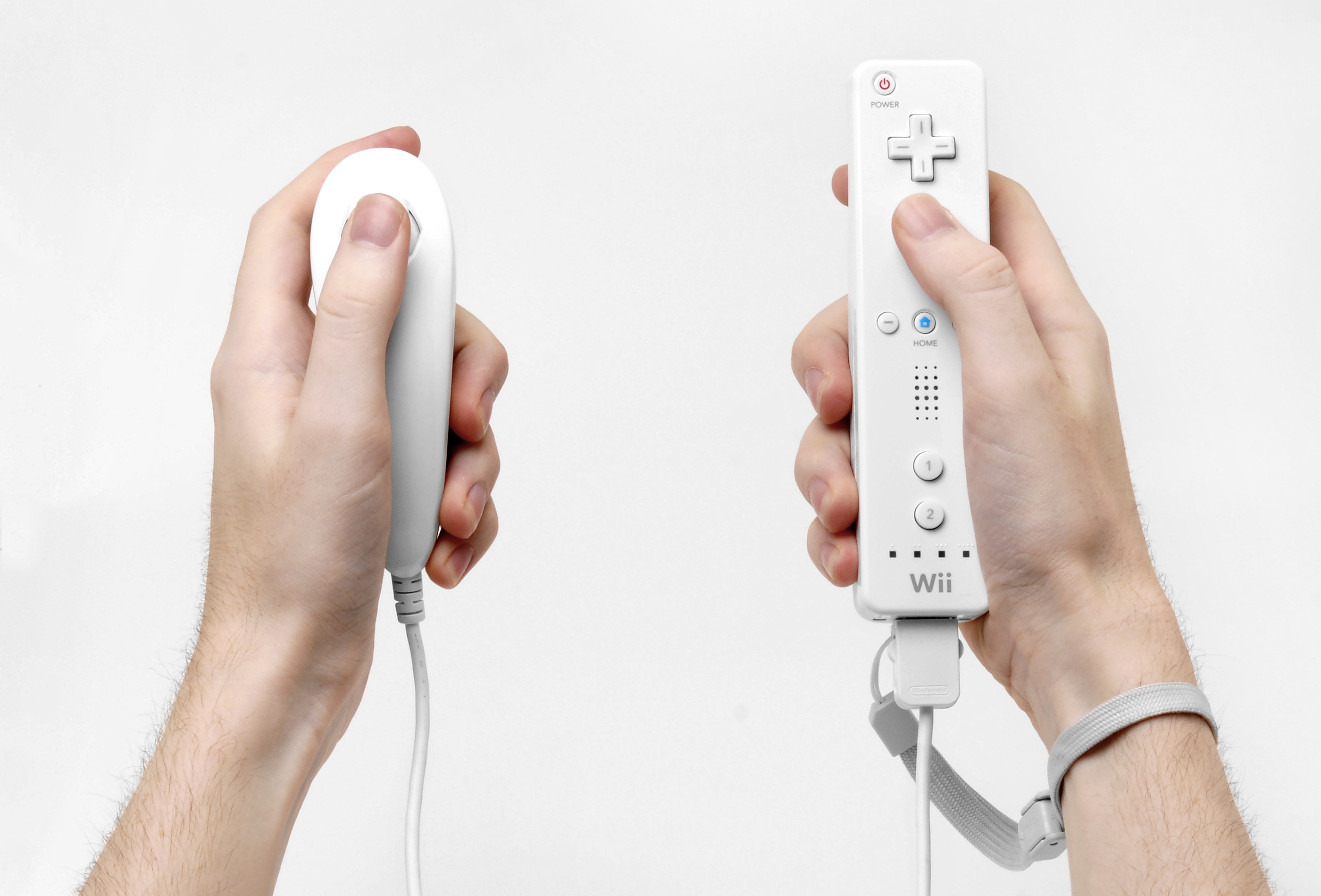
Wii 컨트롤러는 컨트롤러 전체를 움직여서 유저가 게임 내 행동을 조작하는 모션 센싱 기술을 사용한다. 예를 들어, Wii 스포츠의 야구
게임의 경우 사용자가 컨트롤러를 쥐고 공의 비디오 이미치를 쳐낸다.

닌텐도는 이 Wii로 콘솔 기기에 대한 새로운 접근을 구체화하여 이 세대에 진입했다. 이 회사는 이 기기를 통하여 그래픽 사양을 낮추고 고성능 기술을 채택하는 대신 새로운 게임플레이 경험과 새로운 상호작용의 형태에 초점을 맞춰 하드코어 층과 캐주얼 층, 비 게이머 층, 그리고 게임을 그만둔 층을 붙잡겠다고 발표하였다. 이 접근 방식은 휴대용 콘솔 시장에서 닌텐도 DS에서 이미 선보였던 것이다. 닌텐도는 이 새로운 기기가 기존의 콘솔을 무용지물로 만들고 현재의 시장의 큰 지분을 잡아먹겠다는
포부를 밝혔다. 이 전략은 성공해 2007년 내내 Wii의 수요가 출하량을 초과하는 모습을 보였다. 닌텐도는 다른 경쟁사와 달리 초기부터 각 콘솔에서 이득을 거두어 큰 수익을 얻었다. 몇번의 예외를 제외하곤 전세계 월 별 콘솔 판매량이 엑스박스 360과 플레이스테이션 3의 판매량을 웃돌아 마이크로소프트의 초기 선두를 약화시키고 소니와의 시장 점유율 면에서 격차를 더욱
벌여나갔다. 2007년 9월 12일, 영국의 신문 파이낸셜 타임즈는 Wii의 판매량이 발매된지 1년 만에 엑스박스 360을 초과하여 이 세대에서
전세계 콘솔 시장에서 대장주가 되었다고 보도하였다.

### 엑스박스 360

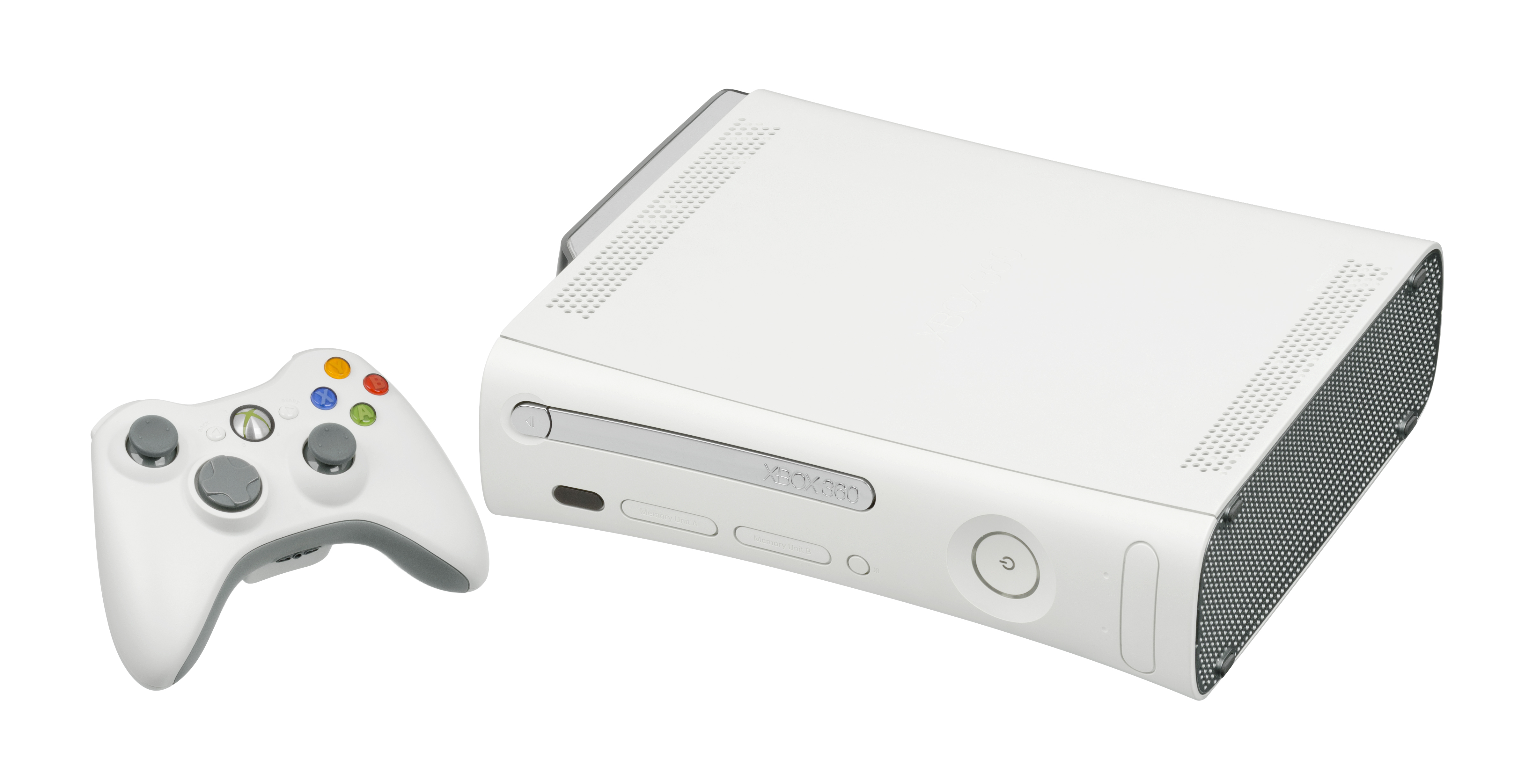
엑스박스 360 프로 콘솔과 컨트롤러

마이크로소프트 엑스박스 360는 엑스박스 라이브라는 온라인 게이밍 시스템과 경쟁사보다 1년 앞선 조기 발매로 시장 점유율에 있어 초반 우위를 점했다. 북미와 유럽에서의 판매는 Wii와 플레이스테이션 3 출시 이후에도 강세를 보였다. 전작과 마찬가지로 엑스박스 360은 일본에선 일본 게이머를 겨냥한 콘텐츠의 부족으로 인해 조용한 반응을 얻었다.

### 플레이스테이션 3

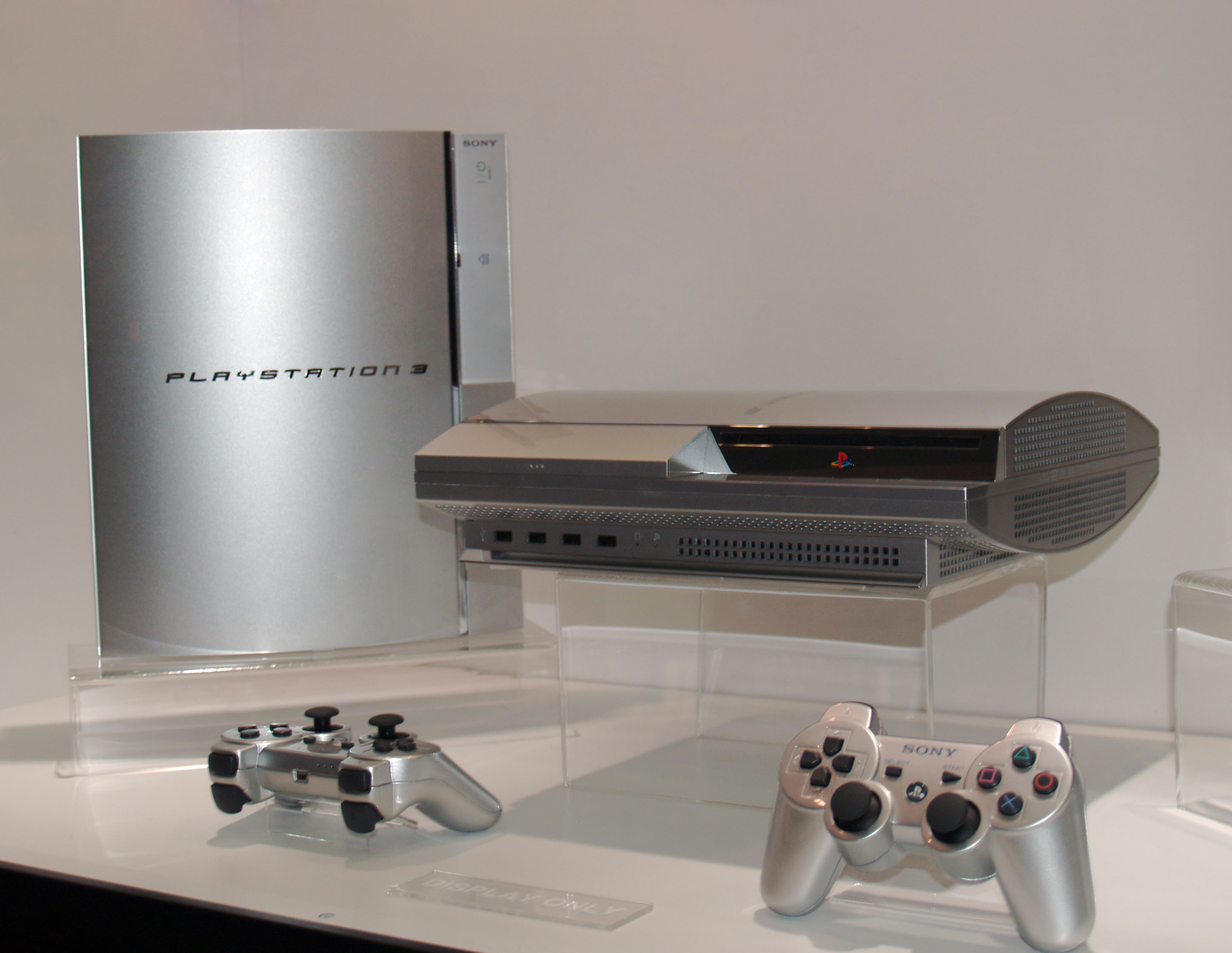
2006년 전시된 은색 플레이스테이션 3

소니 플레이스테이션 3는 2006년 11월 11일 일본에서 그리고 2006년 11월 17일 미국과 캐나다에서 발매되었다. 이 기기는 셀 마이크로프로세서와 블루레이 포맷과 같은 신기술에 의존하여 제조에 어려움을 겪었으며 그 중에서도 블루레이 다이오드의 부족과 PAL 지역 출시의 지연이 있었지만, 2006년 12월 초에 소니는 모든 생산품 이슈가 해결되었다고 발표했다. 시장 분석가와 소니 임원진들은 플레이스테이션 3와 블루레이 포맷의 성공은 서로에게 달려있다고 언급했다. 소니 픽처스 홈 엔터테인먼트의 신시장 개발 부사장인 리치 마티는 PS3는 블루레이 성공에 있어 매우 중요하다"라고 말한 반면 필 해리슨은 플레이스테이션 3의 성공은 블루레이 디스크 영화 시장의 성장으로 인해 확실히 보장되어 있다고 언급했다.

### 비교
| 기기명                        | 엑스박스 360 | 플레이스테이션 3 | Wii |
| ----------------------------- | --- | --- | --- |
| 제작사                        | 마이크로소프트 | 소니 | 닌텐도 |
| 이미지                        | Left: Xbox 360 Elite, Centre: Xbox 360 S and new-style controller, Right: Xbox 360 E and new-style controller · Left: Xbox 360 Elite, Centre: Xbox 360 S and new-style controller, Right: Xbox 360 E and new-style controller · Left: Xbox 360 Elite, Centre: Xbox 360 S and new-style controller, Right: Xbox 360 E and new-style controller | 60 GB PS3, 120 GB "slim" PS3 with controller · PS3 "super slim" model | Wii with Wii Remote · Wii Mini with Wii Remote Plus |
| 이미지                        | 위: Xbox 360 프리미엄 및 컨트롤러의 오리지널 모델 가운데: 재설계 모델 Xbox 360 S 및 컨트롤러 아래 마지막 모델 Xbox 360 E 및 컨트롤러 | 위: 플레이스테이션 3 오리지널 모델 가운데: 플레이스테이션 3 슬림 모델 및 듀얼쇼크 3 컨트롤러 아래 플레이스테이션 3 슬림 모델 | 위: Wii 및 Wii 리모트의 오리지널 모델 아래: Wii 미니 및 Wii 리모트 플러스 |
| 발매일                        | - 북미: 2005년 11월 22일 - 유럽: 2005년 12월 2일 - 일본: 2005년 12월 10일 - 호주: 2006년 3월 23일 자세한 정보 | - 일본: 2006년 11월 11일 - 북미: 2006년 11월 17일 - PAL: 2007년 3월 23일 자세한 정보 | - 북미: 2006년 11월 19일 - 일본: 2006년 12월 2일 - 호주: 2006년 12월 7일 - 유럽: 2006년 12월 8일 자세한 정보 |
| 미국 출시 가격                | US$299.99 (코어) (지원 중단) US$399.99 (프리미엄 – 20 GB) (지원 중단) US$249.99 (프리미엄 – 60 GB) (지원 중단) US$479.99 (엘리트) (120 GB) (지원 중단) US$299.99 (아케이드 – 256 MB 내부 저장소) (지원 중단) US$199.99 (아케이드 – 512 MB 내부 저장소) (지원 중단) US$299.99 ("슈퍼 엘리트") (250 GB) (지원 중단) US$399.99 (Xbox 360 S – 250 GB + 키넥트) US$299.99 (Xbox 360 S – 250 GB) US$299.99 (Xbox 360 S – 4 GB 내부 저장소 + 키넥트) US$199.99 (Xbox 360 S – 4 GB 내부 저장소) (지원 중단) US$199.99 (Xbox 360 E – 4 GB 내부 저장소) | US$499.99 (20 GB) (지원 중단) US$599.99 (60 GB) (지원 중단) US$499.99 (2세대 80 GB) (지원 중단) US$399.99 (40 GB) (지원 중단) US$399.99 (3세대 80 GB) (지원 중단) US$499.99 (160 GB) (지원 중단) US$299.99 (120 GB "슬림") (지원 중단) US$249.99 (160 GB "슬림") US$349.99 (250 GB "슬림") (지원 중단) US$299.99 (320 GB "슈퍼 슬림") (지원 중단) US$199.99 (슬림 – 12 GB 내부 저장소) US$249.99 (500 GB "슈퍼 슬림") US$199.99 (슈퍼 슬림 – 250 GB 내부 저장소) | US$249.99 (위 스포츠 동봉의 백색 콘솔) (지원 중단) US$199.99 (위 스포츠, 위 스포츠 리조트 동봉 백색 혹은 흑색 콘솔, 위 스포츠 및 뉴 슈퍼 마리오 브라더스 동봉의 적색 콘솔) (지원 중단) US$149.99 (게임큐브 하위호환이 제거된 마리오 카트 위 및 위 리모트 플러스가 동봉된 백색 혹은 흑색 콘솔) (지원 중단) US$99.99 (위 미니. 온라인 게임 지원이 제거된 동봉된 게임이 없고 적색 위 리모트와 눈척이 동봉된 적색 콘솔)(지원 중단) |
| 일본 출시 가격                | ¥27,800(아케이드 256 MB 내부 저장소) (지원 중단) ¥27,800 (아케이드 512 MB 내부 저장소) (지원 중단) ¥29,000 (코어) (지원 중단) ¥39,795 (프리미엄) (20 GB) (지원 중단) ¥29,800 (프리미엄) (60 GB) (지원 중단) ¥47,800 (엘리트) (지원 중단) | ¥49,980 (20 GB) (지원 중단) ¥59,980 (60 GB) (지원 중단) ¥39,980 (40 GB) (지원 중단) ¥49,980 (80 GB) (지원 중단) ¥39,980 (3세대 80 GB) (지원 중단) | ¥25,000 (하얀색) ¥25,000 (검은색) ¥33,000 (검은색 - 몬스터 헌터 트리, 클래식 컨트롤러 프로 포함) |
| 유럽 출시 가격                | €179/ £199.99 (아케이드 256 MB 내부 저장소) (지원 중단) €179 / £199.99 (아케이드 512 MB 내부 저장소) (지원 중단) €299.99 / £209.99 (코어) (지원 중단) €399.99 / £279.99 (프리미엄) (지원 중단) £299.99 (엘리트) (지원 중단) €249.99 / £199.99 (Xbox 360 S – 250 GB) €199.99 / £149.99 (Xbox 360 S – 4 GB) | €399.99 / £299.99 (40 GB) (지원 중단) €599.99 / £424.99 (60 GB) (지원 중단) €399.99 / £299.99 (3세대 80 GB) (지원 중단) €299.99 / £249.99 (120 GB "슬림") (지원 중단) €249.99 / £249.99 (160 GB "슬림") £184.99 (12 GB "슈퍼 슬림") £249.99 (500 GB "슈퍼 슬림") | €249.99 / £179.99 (하얀색 - 위 스포츠 포함) €199.99 / £179.99 (검은색 - 위 스포츠 리조트, 위 모션플러스 포함) €149.99 / £179.99 (하얀색 - 위 스포츠 및 위 파티 포함) |
| 지원 중단                     | - 전세계: 2016년 4월 20일 | - 뉴질랜드: 2015년 9월 29일 - 북미: 2016년 10월 - 일본: 2017년 5월 29일 | 오리지널 모델:- 전세계: 2013년 10월 21일 위 미니: - 전세계: 2017년 6월 |
| 미디어                        | DVD-DL | 블루레이 디스크 | Wii 광학 디스크 (DVD-DL 등록 상표) |
| 가장 많이 팔린 게임           | 키넥트 어드벤쳐 (키넥트 부속품 포함 동봉 게임), 2400만 비번들 게임 중 가장 많이 팔린 게임: 그랜드 태프트 오토 V, 1534만 본 | 그랜드 태프트 오토 V, 1727만 장 | Wii 스포츠 (동봉, 일본 제외), 8279만 장 비번들 게임 중 가장 많이 팔린 게임: 마리오 카트 위 (3683만 장) |
| CPU                           | 3.2 GHz IBM PowerPC 트리 코어 코드네임 제논 | 셀 브로드밴드 엔진 (7개의 3.2 GHz SPE을 이용한 3.2 GHz 파워 아키텍처 기반 PPE) | 729 MHz PowerPC 기반 IBM "브로드웨이" |
| GPU                           | 500 MHz 코드네임 "제노스" (ATI 자체 설계) | 550 MHz RSX '리얼리티 신디사이저' (NVIDIA G70 아키텍처 기반) | 243 MHz ATI 할리우드 |
| 메모리                        | 512 MB의 CPU와 GPU간 공유되는 10 MB EDRAM GDDR3 @ 700 MHz | 256 MB XDR @ 3.2 GHz 256 MB GDDR3 @ 700 MHz | 24 MB의 그래픽 패키지에 통합된 내부 1T-SRAM 64 MB의 외부 GDDR3 SDRAM 3 MB GPU 프레임 버퍼 메모리 |
| 규격                          | 오리지널: 310 × 80 × 260 mm (12.2 × 3.2 × 10.2 in) 엑스박스 360S: 270 × 75 × 264 mm (10.6 × 3.0 × 10.4 in) | 오리지널: 325 × 98 × 274 mm (12.8 × 3.9 × 10.8 in) 슬림: 290 × 65 × 290 mm (11.4 × 2.6 × 11.4 in) | 4.4 × 16 × 21.5 cm (1,513.6 cm3) / 1.7 × 6.3 × 8.5 in (92.4 in3) |
| 무게                          | 오리지널: 3.5 kg (7.7 lb) Xbox 360S: 2.9 kg (6.4 lb) | 오리지널: 5 kg (11 lb) 슬림 (2009): 3.2 kg (7.1 lb) 슬림 (2011): 2.6 kg (5.7 lb) 슈퍼 슬림 (2012): 2.08 kg (4.6 lb) | 1.2 kg (2.6 lb) |
| 포함된 악세서리[a]            | - 컨트롤러: - 유선 (코어 모델 한정) - 무선 컨트롤러 (코어 모델 제외한 모든 모델)[주석 1] - 유선 헤드셋 (코어, 아케이드 및 4 GB Xbox 360 S 콘솔을 제외한 모든 모델) - AV 케이블: - 합성 AV 케이블 (프로/프리미엄을 제외한 모든 모델 및 2009년 9월 초 엘리즈) - 컴포넌트 HD AV 케이블 (프로/프리미엄 및 2009년 9월 초 엘리트 한정)[주석 2] - 이더넷 케이블 (프로/프리미엄 및 2009년 9월 초 엘리트 한정) - HDMI 케이블 및 비디오 어댑터 (2009년 9월 초 엘리트 한정) - 교체 가능 저장소: - SKU 규격의 교체 가능한 하드 디스크 드라이브 (코어, 아케이드 및 4 GB Xbox 360 S 콘솔을 제외한 모든 모델) - 256 MB 메모리 유닛 (일부 아케이드 모델 한정, 차후 온보드 (제거 불가) 저장소로 대체됨) ^주석 1 250 GB 슈퍼 엘리트 콘솔엔 2개의 무선 컨트롤러 동봉. 320 GB Xbox 360 S 콘솔엔 변환 d-pad가 같이 동봉 ^주석 2 D-Terminal HD AV 케이블 (D단자 HD AV 케이블)[*]로 교체됨 (일본 기준) | - 컨트롤러: - 식사시스 무선 컨트롤러 (1, 2, 3 (40 GB) 및 4세대 한정) - 듀얼쇼크 3 무선 컨트롤러 (3세대 (80 GB, 160 GB) 및 4세대) - USB A → 미니-B 케이블 - AV 케이블 (합성 비디오/스테레오 사운드) - 이더넷 케이블 1세대 (20GB 및 60GB) | - 합성 AV 케이블 - Wii 리모트 컨트롤러 및 눈척 부가 장치 - 센서 바 - 콘솔 스탠드 및 플레이트 |
| 악세서리 (별도 구매)          | 엑스박스 360 악세서리 | 플레이스테이션 3 악세서리 | - 위 리모트 - 합성 AV 케이블 - RGB 스카트 케이블 - 컴포넌트 AV 케이블 - D-터미널 케이블 - S-비디오 케이블 - 유선 LAN 어댑터 - 위 휠 - 위 재퍼 - 클래식 컨트롤러 - 클래식 컨트롤러 프로 |
| 컨트롤러[b]                   | - Xbox 360 컨트롤러 (유무선 관계 없이 최대 4개) - Xbox 360 무선 레이싱 휠 - 빅 버튼 컨트롤러/Scene It Trivia Controller (최대 8개) - Xbox 라이브 비전 카메라 - Xbox 360 유니버설 미디어 리모트 - 키넥트 모션 센서 | - 식사시스/듀얼쇼크 3 컨트롤러 (블루투스 혹은 USB를 통해 최대 7명 지원) - Wi-Fi 혹은 USB를 통한 PSP (지원되는 타이틀 한정) - 플레이스테이션 아이 카메라 - 버즈!: 퀴즈 TV 무선 버저 - 플레이스테이션 무브 모션 컨트롤러 - PS3 블루투스 블루레이 리모콘 - 키보드, 마우스 및 게임 컨트롤러 등 여러 USB HID | - Wii 리모트 (블루투스를 통해 최대 4명까지 지원) - Wii 모션플러스 부가 장치 - 눈척 부가 장치 - 클래식 컨트롤러 - 일부 위 게임, 모든 게임큐브 및 버추얼 콘솔 게임 대응 게임큐브 컨트롤러(최대 4기) - 링크 케이블을 통한 GBA - 닌텐도 DS (Wi-Fi 이용) - Wii 밸런스 보드 - Wii 재퍼 |
| 유저 인터페이스               | Xbox 360 대시보드 뉴 Xbox 익스피리언스 | 크로스미디어바 | 위 메뉴 |
| 시스템 소프트웨어 특징        | - 오디오 파일 되감기 (비-DRM AAC, MP3, WMA) - 비디오 파일 되감기 (MPEG4, WMV, DivX, XviD) - 이미지 슬라이드쇼 - 더 많은 코덱 지원과 외부 재생을 위한 Windows PC와의 연결 (Windows XP Media Center Edition 및 Windows Vista와 기본적으로 호환되며, 다운로드 가능한 유틸리티를 갖춘 Windows XP와 호환) - 키보드 지원 | - 오디오 파일 되감기 (ATRAC3, AAC, MP3, MP3 서라운드, WAV, WMA) - 비디오 파일 되감기 (MPEG1, MPEG2, MPEG4, WMV, DivX, XviD) - 이미지 편집 및 슬라이드쇼 (JPEG, GIF, PNG, TIFF, BMP) - DLNA 호환 서버와 연결 - 마우스 및 키보드 지원 - RSX에서 시각화된 Folding@home 클라이언트 | - 오디오 파일 재생 (이전에는 MP3 한정, 현재 AAC 한정) - 비디오 파일 재생 (모션 JPEG) - 이미지 편집 및 슬라이드 쇼 (JPG) - 키보드 지원 |
| 하위 호환성                   | 465 셀렉티드 Xbox 게임 (2007년 11월 기준). 소프트웨어 업데이트로 추가 가능. 공식 Xbox 하드 드라이브 필요. | 1세대 모델은 이모션 엔진 및 그래픽 신디사이저 칩의 포함을 통한 PS1 및 PS2 하위 호환 지원. 2세대 모델은 그래픽 신디사이저 기능과 CPU를 에뮬레이트 하기 때문에 PS2 타이틀을 지원하지 않음. 3세대 이후에선 모든 PS2 타이틀도 지원하지 않음. 모든 PS3 모델에서 대부분의 PS1 타이틀 실행 가능. | 모든 닌텐도 게임큐브 소프트웨어 및 대부분의 악세서리 지원 패밀리 에디션 및 미니 모델은 게임큐브 게임을 지원하지 않음. |
| 온라인 서비스d                | Xbox Live Xbox Live 아케이드 Xbox Live 마켓플레이스 Xbox Live 비전 (웹캠), 헤드셋 Xbox Live 비디오 마켓플레이스 윈도우 라이브 메신저 인터넷 익스플로러 (Xbox Live 골드를 필요로 하지 않음) 비디오키넥트 (키넥트 센서 필요) | 리모트 플레이 플레이스테이션 네트워크 플레이스테이션 스토어 인터넷 브라우저 (플래시 내장) 플레이스테이션 아이 카메라 혹은 기타 USB 웹캠을 이용한 비디오 채팅 What's New 플레이스테이션 홈 라이프 위드 플레이스테이션 페이스북 플레이스테이션 플러스 | 닌텐도 Wi-Fi 커넥션 위커넥트24 인터넷 채널 (웹 브라우저) 뉴스 채널 포캐스트 채널 에브리바디 보트 채널 위 샵 채널 체크 밀 아웃 채널 닌텐도 채널 위 노 마 (일본 한정) 위 스피크 채널 (위 스피크 구입자 한정) 푸드 딜리버리 채널 (일본 한정) TV 가이드 채널 (일본 한정) 투데이 앤 투모로우 채널 (일본 및 영국 한정) 에브리바이 러브 시어터 채널 (일본 한정) 홈브류 채널 (비공식 소프트웨어)                                       |
| 비디오 및 엔터테인먼트 서비스 | 4oD* (영국 한정. Xbox 라이브 골드, 필요) AT&T U-버스 (북미 한정, 별도 가입 필요) BBC 아이플레이서 (영국 한정) 블링크박스* (영국 한정; Xbox 라이브 골드 필요) 캐널+ (프랑스 한정(?); Xbox 라이브 골드 필요, 별도 가입 필요) 캐널셋 (프랑스 한정(?); Xbox 라이브 골드 필요, 별도 가입 필요) 캐널플레이 (프랑스 한정(?); Xbox 라이브 골드 필요, 별도 가입 필요) 데일리모션* (Xbox 라이브 골드 필요) 디멘드 5* (영국 한정; Xbox 라이브 골드 필요) ESPN (북미 한정, Xbox Live 골드 가입 필요) 폭스텔 (호주 한정, Xbox Live 골드 가입 필요) 울루 플러스 (북미 한정, 별도 가입 필요) Last.fm 러브필름 (영국 한정, 별도 가입 필요) MSN* 무주 TV* (영국 한정; Xbox 라이브 골드 필요) 넷플릭스 (북미, 영국, 아일랜드 공화국 한정, 별도 가입 필요) PLUS 7 (호주 한정) 스카이 고* (영국 한정; Xbox 라이브 골드 및 별도 가입 필요) 텔루스 옵틱 TV (캐나다 한정, 별도 가입 필요) Twitch 보다폰 카사 TV (포르투갈 한정, 별도 가입 필요) YouTube* 준 *"트와이스 컨트롤" 업데이트 필요. '유저 인터페이스; 참조 | 4oD (영국 한정, 인터넷 브라우저 이용) ABC 아이뷰 (호주 한정) 아마존 비디오 (북미 한정) 어세스 (영국 한정) BBC 아이플레이어 (영국 한정) 크래클 크런치롤 (북미 한정) 울루 플러스 (북미 한정, 별도 가입 필요) ITV/STV/UTV 플레이어 (영국 한정, 인터넷 브라우저를 이용) 러우 팩토리 라이브 (북미 한정) 러브필름 (영국 한정, 별도 가입 필요) MLB.tv (북미 한정, 별도 가입 필요) MUBI (유럽 한정, 별도 가입 필요) 뮤직 언리미티드 (별도 가입 필요) 네온 얼리 (북미 한정) NHL 게임센터 (북미 한정, 별도 가입 필요) NFL 선데이 티켓 (북미 한정, 별도 가입 필요) 넷플릭스 (북미, 영국, 아일랜드 공화국, 호주 한정, 별도 가입 필요) PLUS 7 (호주 한정) 코어 (북미 한정) SEC 디지털 네트워크 (북미 한정, 별도 가입 필요) TVNZ 온디맨드 (뉴질랜드 한정, 인터넷 브라우저 이용) 비디오 언리미티드 (별도 가입 필요) 비드존 (유럽, 호주, 뉴질랜드 한정) 부두 (별도 가입 필요) 유투브 (북미 한정) | BBC 아이플레이어 (영국 한정) 울루 플러스 (북미 한정, 별도 가입 필요) 커비 TV (유럽 한정) 넷플릭스 (북미, 영국, 아일랜드 한정, 별도 가입 및 인터넷 채널 필요) 닌텐도 채널 텔레비전 프랜드 채널(일본 한정) 위 노 마 (일본 한정, 2012년 4월 30일 지원 중단) 유투브 크런치롤 |
| 자체 제작                     | XNA 게임 스튜디오를 통한 PC에서 개발 (매년 $99 회비, XNA 1.0 리프레시를 사용한 바이너리 배포) | 무료 리눅스 플랫폼 혹은 PC를 통한 콘솔 기능 향상 (RSX 그래픽스 가속 제외, 슬림 모델 및 차후 펌웨어가 3.21 버전으로 업데이트된 콘솔 제외) | 홈브류 채널 (비공식) |
| I/O                           | 원격 적외선 데이터 처리 2 메모리 카드 슬롯* 3 USB 2.0 포트** 1 이더넷 포트 *슬림 모델 지원 중단 **슬림 모델의 5개의 USB 2.0 포트 | 블루투스 2.1 EDR 4 USB 2.0 ports* 1 기가비트 이더넷 보트 1 메모리 스틱 슬롯 프로/듀오** 1 SD/미니 SD 포트** 1 컴팩트 플래시 포트** *2 USB 2.0 포트 (3세대 및 4세대 (슬림) 모델) **60 GB 및 2세대 80 GB 모델 한정 | 블루투스 2.0 2 USB 2.0 포트 4개의 컨트롤러 및 2개의 메모리 카드 포트 (게임큐브) 1 SD(HC) 카드 슬롯 |
| 광학 미디어                   | 12× DVD (65.6–132 Mbit/s), CD | 2× BD-ROM (72 Mbit/s), 8× DVD, 24× CD, 2× SACD* 3세대 및 4세대에선 호환 기능 삭제 | Wii 옵티컬 디스크, 닌텐도 게임큐브 게임 디스크 (DVD-비디오 되감기가 일본에서 2007년 발표되었으나 실제로 발매되지 않음) |
| 비디오 출력                   | HDMI 1.2a (2007년 8월 이후 제작된 모델), VGA (RGBHV), 컴포넌트/D-터미널 (YPBPR), SCART (RGBS), S-비디오, 컴포지트 | HDMI 1.3a, 컴포넌트/D-터미널 (YPBPR), SCART (RGBS), S-비디오, 컴포지트 | HDMI 1.2, 컴포넌트/D-터미널 (YPBPR), SCART (RGBS), S-비디오, 컴포지트 |
| 해상도                        | HDTV 지원 (480i, 480p, 576i (50 Hz), 576p, 720p, 1080i, 1080p) VGA 및 HDMI/DVI을 통한 다양한 모니터 해상도 지원 (640×480, 848×480, 1024×768, 1280×720, 1280×768, 1280×1024, 1360×768, 1440×900, 1680×1050 & 1920×1080) | HDTV 지원 (480i, 480p, 576i, 576p, 720p, 1080i, 1080p) | EDTV 지원 (480i, 480p, 576i) |
| 오디오                        | 돌비 디지털, WMA 프로, DTS*, DTS-ES* *(DVD 및 HD DVD 영화 한정) - 256+ 오디오 채널 - 320 독립 감압 채널 - 32비트 프로세싱; 48 kHz 16비트 지원 | 돌비 디지털, DTS, 돌비 디지털 플러스*, 돌비 트루HD*, DTS-HD 마스터 오디오*, DTS-HD 고선명 오디오*, DTS-ES‡, DTS 96/24‡, DTS-ES 매트릭스† *DVD 및 블루레이 영화 한정. ‡DVD 영화 한정. †블루레이 영화 한정. - 소프트웨어에 의한 오디오 합성 | 돌비 프로 로직 II 서라운드, 스테레오 사운드 및 추가 모노 스피커가 컨트롤러에 내장. - 소프트웨어에 의한 오디오 합성 |
| 네트워크                      | 100BASE-TX 이더넷 802.11a/b/g/n Wi-Fi 어댑터 선택 가능 (슬림 모델엔 내장) | 10BASE-T/100BASE-TX/1000BASE-T 이더넷 802.11 b/g 와이파이 내장(20 GB 제외한 모든 모델) | 802.11 b/g 와이파이 제외 USB 어댑터를 통한 이더넷 선택 가능 |
| 저장소                        | 포함/옵션 * 탈착 가능 SATA 업그레이드 가능한 20 GB, 60 GB, 120 GB, 250 GB, 320 GB, 혹은 500 GB 하드 드라이브. Xbox 360 메모리 카드 USB 대용량 저장소 클라우드 저장소 (512MB) (Xbox Live 골드 가입 필요) *프리미엄 버전 포함 20 GB 혹은 60 GB HDD, 엘리트 포함 120 GB HDD, 및 모든 HDD는 별도로 구입 가능. | 2.5-인치 업그레이드 가능한 SATA 하드 드라이브 (HDD 혹은 SSD)과 호환되는 모든 2.5인치 SATA 1.0로 업그레이드 가능. 메모리 스틱, SD, & 타입 I/II 컴팩트플래시 / 마이크로드라이브 USB 대용량 저장소 클라우드 저장소 (2GB) (플레이스테이션 플러스 구독 필요) *60 GB 및 2세대 80 GB 모델 한정 | 512 MB 내장 플래시 메모리 SD 카드 (4.0 소프트웨어 기준 최대 32 GB) 닌텐도 게임큐브 메모리 카드 Wii 리모트에 6KB의 자유롭게 읽고 쓸 수 있는 섹션의 16 KiB EEPROM 칩이 포함됨 (10Mii을 저장하는 데 사용). |
| 통합 3DTV 지원[c]             | 예 | 예 | 아니요 |

^a  게임 패키지는 목록에 없음. 번들, 특별판, 한정판은 추가본 및 교환본에 포함되어 있음.

^b  리듬게임 컨트롤러, 마이크 및 제 3의 게임패드/컨트롤러 포함 이 외 다른 입력 장치들이 있음.

^c  모든 콘솔은 다른 특별한 출력 하드웨어 없이 애너글리프 혹은 프레임 호환 (side-by-side/SbS, top and bottom/TaB) 을 이용한 3D 이미지 제작이 가능함. 이런 디스플레이 모드는 콘솔보다 표시되는 소프트웨어에 좀 더 의존됨.

^d 엑스박스 360 전용 페이스북 및 트위터 앱은 2012년 10월 지원 중단됨.
모든 콘솔은 특수 출력 하드웨어가 필요하지 않기 때문에 아날로그 또는 프레임 호환 시스템(예:측면 바이트 또는 프레임 호환 시스템)을 사용하여 3D영상을 생성할 수 있다.

#### 판매량
전 세계 수치는 제조업체의 데이터를 기반으로 함. 미국 및 캐나다는 NPD 그룹, 일본 데이터는 패미츠/엔터브레인, 영국 데이터는 GfK 차트-트랙 데이터를 기반으로 한다.
| 지역   | Wii                               | PlayStation 3                      | Xbox 360                                 | 총계         |
| ------ | --------------------------------- | ---------------------------------- | ---------------------------------------- | ------------ |
| 호주   | 2백 만대 (2010년 10월 기준)       | 180 만대 (as of December 31, 2010) | 120 만대 (뉴질랜드 포함 2010년 4월 기준) | 4.2백 만대   |
| 캐나다 | 2백만대 (2009년 12월 16일 기준)   | 2백만대 (2010년 10월 6일 기준)     | 870,000 (2008년 7월 31일 기준)           | 440만대      |
| 유럽   | 25백 만대 (2010년 12월 기준)      | 15.7 백 만대 (2010년 12월 기준)    | 13.7 백 만대 (2010년 12월 기준)          | 53.4 백 만대 |
| 일본   | 1275 만대 (2013년 12월 31일 기준) | 1100 만대 (2010년 4월 11일)        | 150 만대 (2010년 2월 28일 기준)          | 2400 만대    |
| 미국   | 3900 만대 (2011년 2월 28일)       | 1690 만대 (2010년 12월 기준)       | 2560 만대 (2010년 12월 기준)             | 7980 만대    |
| 전세계 | 1016만 대 (2017년 6월 30일 기준)  | 8740만 대 (2017년 3월 31일 기준)   | 8400만 대 (2017년 6월 17일 기준)         | 2730만 대    |

## 휴대용 기기
휴대용 게임 콘솔의 7세대는 2004년 11월 21일 닌텐도 DS가 발매되면서 시작되었다. 이 기기의 설계는 게임보이나 다른 휴대용 비디오 게임 기기와 근본적인 차이가 있다. 이 닌텐도 DS는 마이크를 통해 게임 내 NPC와 대화를 할 수 있는 기능 뿐만이 아니라 IEEE 802.11b를 통한 무선 통신과, 터치스크린과 같은 이전 세대와는 다른 새로운 입력 방식을 선보였다. 2004년 12월 12일, 소니는 소니의 첫 휴대용 게임 기기인 플레이스테이션 포터블을 발매하였다. 닌텐도 DS가 코어 게이머층과 신규 유저층 둘 다에게 인기가 많다는 것을 증명해보인 반면 플레이스테이션 포터블은 25세 이상 연령층과 코어 게이머 층을 대상으로 공략하였다.
노키아는 지정된 S60 기기의 서비스의 형태로 N-Gage를 부활시켰다. 이 새로운 서비스는 2008년 4월 3일 출시되었다. 7세대의 다른 휴대용 기기로 기즈모도 (2005년 3월 19일 발매, 2006년 2월 지원 중단), GP2X (2005년 11월 10일 발매, 2008년 8월 지원 중단) 이 발매되었다. 2009년에 GP2X Wiz, 판도라, 기즈모도 2가 발매가 계획되었었다.
7세대에는 휴대용 게임기임을 나타내는 기기들과 아이폰과 아이팟 터치와 같은 게임 용도로 공격적으로 마케팅하는 점차 기능이 강력해지는 PDA/휴대전화 기기들이 직접적으로 경쟁이
시작되는 양상이 나타났다. 테트리스나 카드놀이같은 간단한 게임들은 그간 PDA 기기에 지원되었지만 2009년의 PDA와 휴대전화들은 좀 더 복잡한 그래픽의 게임들을 무선 인터넷으로 실행할 수 있게 된 장점을 지니게 되었다.
소니는 2014년 플레이스테이션 포터블을 지원 중단하겠다고 발표하였고 이어 닌텐도도 같은 해 DS 제품군 지원을 중단하고 3DS 제품군으로 옮기겠다고 발표하였다.

### 비교
| 제품 | 닌텐도 DS 제품군 | 플레이스테이션 포터블 |
| 닌텐도 | 닌텐도 DS / DS 라이트 / DSi / DSi XL | PSP-1000 / PSP-2000 / PSP-3000 / PSP Go / PSP-E1000 |
| --- | --- | --- |
| 제조사 | 닌텐도 | 소니 (SCE) |
| 콘솔 사진 | 왼쪽에서 부터: 닌텐도 DS, 닌텐도 DS 라이트, 닌텐도 DSi, 닌텐도 DSi XL | 왼쪽에서 부터: PSP-1000 시리즈, PSP-2000 시리즈, PSP-3000 시리즈, PSP Go, PSP-E1000 시리즈 |
| 발매일 | \| 닌텐도 DS: - 북미: 2004년 11월 21일 - 일본: 2004년 12월 2일 - 호주: 2005년 2월 24일 - 유럽: 2005년 3월 11일 닌텐도 DS 라이트: - 일본: 2006년 3월 21일 - 호주: 2006년 6월 1일 - 북미: 2006년 6월 11일 - 유럽: 2006년 6월 23일 \| 닌텐도 DSi: - 일본: 2008년 11월 1일 - 호주: 2009년 4월 2일 - 유럽: 2009년 4월 3일 - 북미: 2009년 4월 5일 닌텐도 DSi XL: - 일본: 2009년 11월 21일 - 유럽: 2010년 3월 5일 - 북미: 2010년 3월 28일 - 호주: 2010년 4월 15일 \| | PSP:- 일본: 2004년 12월 12일 - 북미: 2005년 3월 24일 - PAL: 2005년 9월 1일 PSP Go:- NA/EU: 2009년 10월 1일 - 일본: 2009년 11월 1일 |
| 지원 중단 | 현재 지원 중 | 2014 |
| 미디어 | 닌텐도 DS 게임 카드, 게임 보이 어드밴스 카트리지 (DS, DS 라이트 한정), SD (HC) Card (DSi 한정) | 유니버설 미디어 디스크 (UMD) (PSP-1000, PSP-2000, PSP-3000 및 PSP-E1000 시리즈 한정), 메모리 스틱 듀오 (PSP-1000, PSP-2000, PSP-3000 시리즈 한정), 메모리 스틱 마이크로 (M2), 플래시 메모리 (PSP Go 한정), PSN (전 기종) 을 통한 디지털 배포 |
| 제일 많이 판매된 게임 | 뉴 슈퍼 마리오 브라더스, 3080만 장 (2019년 3월 31일) | 그랜드 테프트 오토: 리버티 시티 스토리즈, 200만 장 (2008년 가을 기준) |
| 포함된 악세서리 및 제품 | - 설치 모델 DS: 스타일러스, 손목 스트랩, 메트로이드 프라임 헌터: 퍼스트 헌터 (일본 외) - DS 라이트: 스타일러스, 손목 스트랩 (일본 한정) | - PSP-1000 밸류 팩: PSP 케이스, 핸드 스트립, 32 MB 메모리 스틱 프로 듀오, 리모콘 포함 헤드폰. |
| 악세서리 (소매) | - 럼블 팍 - 닌텐도 DS 헤드셋 - 닌텐도 MP3 플레이어 - 닌텐도 DS 브라우저 - 닌텐도 DS 메모리 확장팩 - 닌텐도 DS 디지털 TV 튜너 - 더 보기... | - PSP 카메라 부착 - GPS 부착 - PSP 확장 배터리 팩 - PSP 포터블 여행 케이스 - 로케이션프리 플레이어 - PSP 마이크로폰 - PSP 미디어 매니저 - PSP 아날로그 AV 케이블 - PSP 컴포넌트 케이블 - PSP USB 케이블                                      |
| CPU | DS 및 DSL: 67 MHz ARM9 및 33 MHz ARM7 DSi: 133 MHz ARM9 및 33 MHz ARM7 | MIPS R4000 기반; clocked from 1 to 333 MHz (2 of these) |
| 메모리 | DS 및 DSL: 4 MB SRAM DSi: 16 MB | EDRAM (5 MB reserved for kernel, 3 for music) PSP-1000: 32 MB PSP-2000, PSP-3000, PSP Go: 64 MB |
| 유저 인터페이스 | - D패드 - 6개 전면 버튼 - 2개 어깨단 버튼 - 터치 스크린 - 마이크로폰 - 0.3 메가픽셀 카메라 & VGA 카메라 (DSi 한정) | - D패드 - 6개 전면 버튼 - 2개 어깨단 버튼 - 홈버튼 (PSP-3000에선 "PS" 버튼, PSP-E1000 및 PSP Go) - 아날로그 너브 - 마이크로폰 (PSP-3000 및 PSP Go 한정)                                                                                      |
| 크기 | DS: 148.7 × 84.7 × 28.9 mm (5.85 × 3.33 × 1.13 인치) DS Lite: 133 × 73.9 × 21.5 mm (5.24 × 2.9 × 0.85 인치) | PSP 1000: 74 mm (2.9 in) (h) 170 mm (6.7 in) (w) 23 mm (0.91 in) (d) PSP 슬림 및 라이트:71.4 mm (2.81 in) (h) 169.4 mm (6.67 in) (w) 18.6 mm (0.73 in) (d) PSP Go: 69 mm (2.7 in) (h) 128 mm (5.0 in) (w) 16.5 mm (0.65 in) (d)              |
| 무게 | DS: 275 g (9.7 oz) DSL: 218 g (7.7 oz) DSi: 214 g (7.5 oz) DSi XL: 314 g (11.1 oz) | PSP 1000: 280 g (9.9 oz) PSP 슬림 및 라이트 189 g (6.7 oz) PSP Go: 158 g (5.6 oz) |
| 온라인 서비스 | 닌텐도 Wi-Fi 커넥션, DSi Shop (DSi 한정), DSi camera(DSi 한정), DSi sound(DSi 한정), Internet browser(DSi 한정), Flipnote Hatena(DSi 한정), Facebook(DSi XL 한정) | 플레이스테이션 네트워크, RSS 리더, Skype (PSP-2000 시리즈, PSP-3000 시리즈 및 PSP Go 한정), 플레이스테이션 스토어 인터넷 브라우저, 디지털 만화, 리모트 플레이                                                                                |
| 하위 기종 호환 | 게임 보이 어드밴스 (DS, DS 라이트 한정) | 플레이스테이션 (다운로드 가능한 PSone 클래식 한정), TurboGrafx-16/TurboGrafx-CD (플레이스테이션 스토어를 통해 제공), 네오지오 (플레이스테이션 스토어를 통해 제공)                                                                            |
| 시스템 소프트웨어 | 닌텐도 DS 메뉴 (DS, DS 라이트), 닌텐도 DSi 메뉴 (DSi) | XrossMediaBar (XMB) |
| 직접 프로그래밍 가능 여부 | 닌텐도 DS 홈브류 참조 | 플레이스테이션 포터블 홈브류 참조 |
| 해상도 | 256 × 192 (두 화면 전부) | 480 × 272 |
| 지원 색상 | 18-비트 색상 (약 26만 화소) | 24-비트 색상 (약 1천7백화소) |
| 네트워크 | Wi-Fi 802.11b, Wi-Fi 802.11g (DSi 한정, 한정 functions with DSi-specific software), wireless ad hoc with other DS units and 닌텐도 위 | Wi-Fi 802.11b (PSP-1000, PSP-2000, PSP-3000 및 PSP Go 한정), IrDA (PSP-1000 시리즈 한정), 블루투스 (PSP Go 한정), 다른 PSP 및 PS3와의 무선 애드혹                                                                                            |
| 오디오 | 스테레오 스피커, 16 PCM/ADPCM 채널 포함 헤드폰 잭 | 스테레오 스피커, 헤드폰 잭 |
| I/O | 1 닌텐도 DS 게임 카드 슬롯 1 GBA 슬롯 (DS, DS 라이트 한정) 1 SD (HC) 카드 슬롯 (DSi 한정) | UMD 드라이브 (PSP-1000, PSP-2000, PSP-3000 및 PSP-E1000 시리즈 한정) 1 USB 디바이스 포트 (PSP Go 전용 커넥터, 다른 모델에는 Mini-b 커넥터) 1 메모리 스틱 듀오/PRO 듀오 슬롯 (PSP Go 에는 메모리 스틱 마이크로) 1 IrDA (PSP-1000 시리즈 한정) |
| 저장공간 | 닌텐도 DS Game Card, SD (HC) card (DSi 한정) | 메모리 스틱 듀오/PRO 듀오 (메모리 스틱 마이크로 (M2) on PSP Go), 16 GB 플래시 메모리 (PSP Go 한정) |
| 지속 작동 가능 시간 | DS, 조명 사용 기준: 14시간 DS 라이트, 최소 밝기 기준: 15–19시간 DSi, 최소 밝기 설정: 9–14시간 | MP3 재생: 10시간 게임: 약 3-6시간 비디오 재생: 밝기 설정에 따라 3–7시간 사용 가능 Wi-Fi 인터넷 검색: 약 3~4시간 |
| 판매량 (모든 기종 포함) | 전세계: 1540만 대 (2016년 9월 31일 기준) 일본: 3299만 대 (2013년 12월 31일) 영국: 880만 대 (2009년 1월 3일) 미국: 2800만 대 (2009년 1월 31일) 호주: 300만 대 (2010년 12월 기준) | 전세계: 8200만 대 (2016년 6월 기준) 일본: 11,078,484 대 (2008년 12월 28일 기준) 영국: 320만 대 (2009년 1월 3일 기준) 미국: 1047만 대 (2008년 1월 1일 기준) 호주: 675만 대 (2010년 12월 31일 기준)                                            |
| 닌텐도 DS: - 북미: 2004년 11월 21일 - 일본: 2004년 12월 2일 - 호주: 2005년 2월 24일 - 유럽: 2005년 3월 11일 닌텐도 DS 라이트: - 일본: 2006년 3월 21일 - 호주: 2006년 6월 1일 - 북미: 2006년 6월 11일 - 유럽: 2006년 6월 23일 | 닌텐도 DSi: - 일본: 2008년 11월 1일 - 호주: 2009년 4월 2일 - 유럽: 2009년 4월 3일 - 북미: 2009년 4월 5일 닌텐도 DSi XL: - 일본: 2009년 11월 21일 - 유럽: 2010년 3월 5일 - 북미: 2010년 3월 28일 - 호주: 2010년 4월 15일 | |

비고: 발매된 첫해는 전 세계적으로 처음 발매된 해를 기준으로 정함.

## 기타 시스템

### 가정용 비디오 게임 콘솔

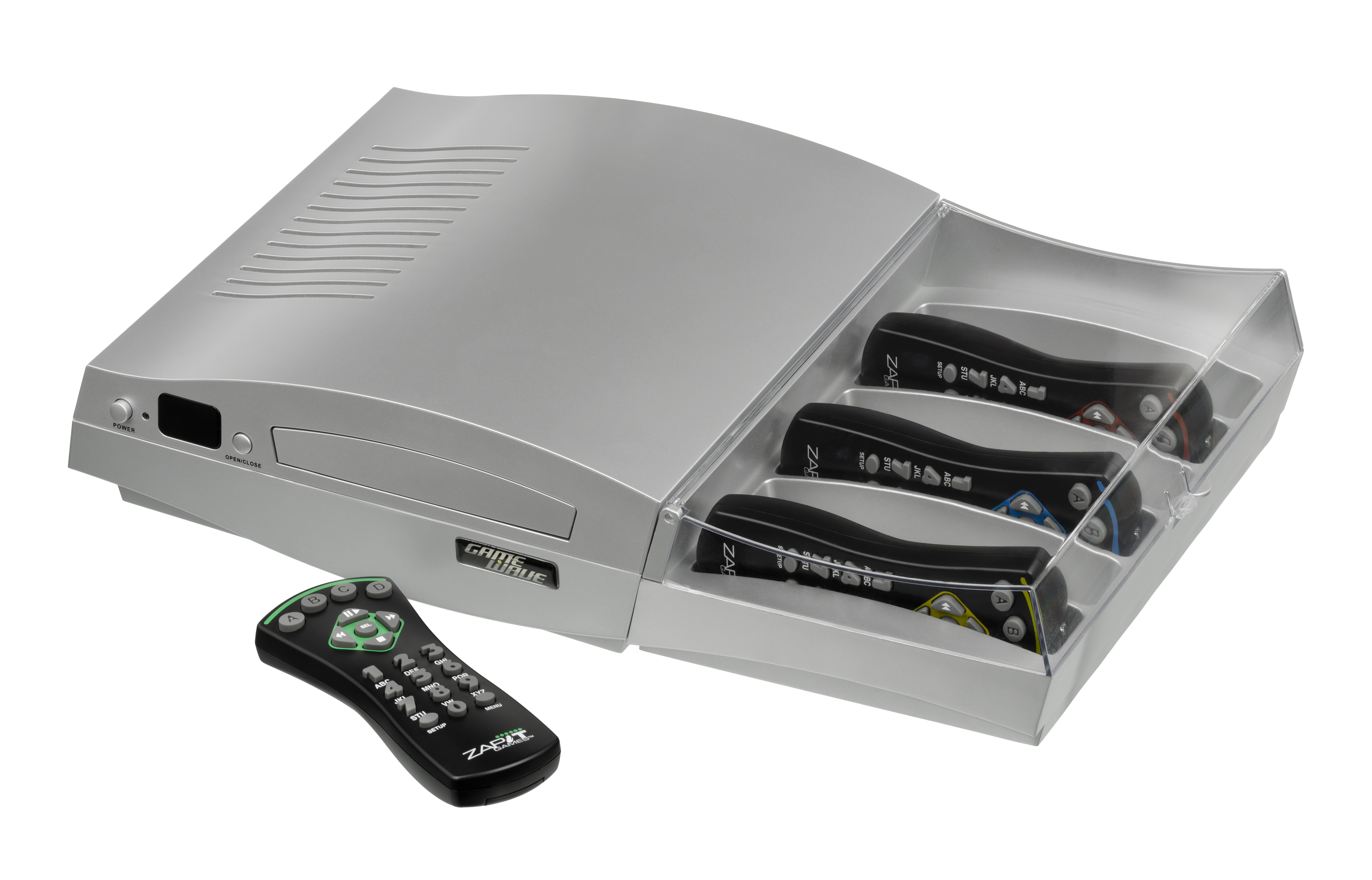
게임 웨이브 패밀리 엔터테인먼트 시스템, 줄여서 게임 웨이브

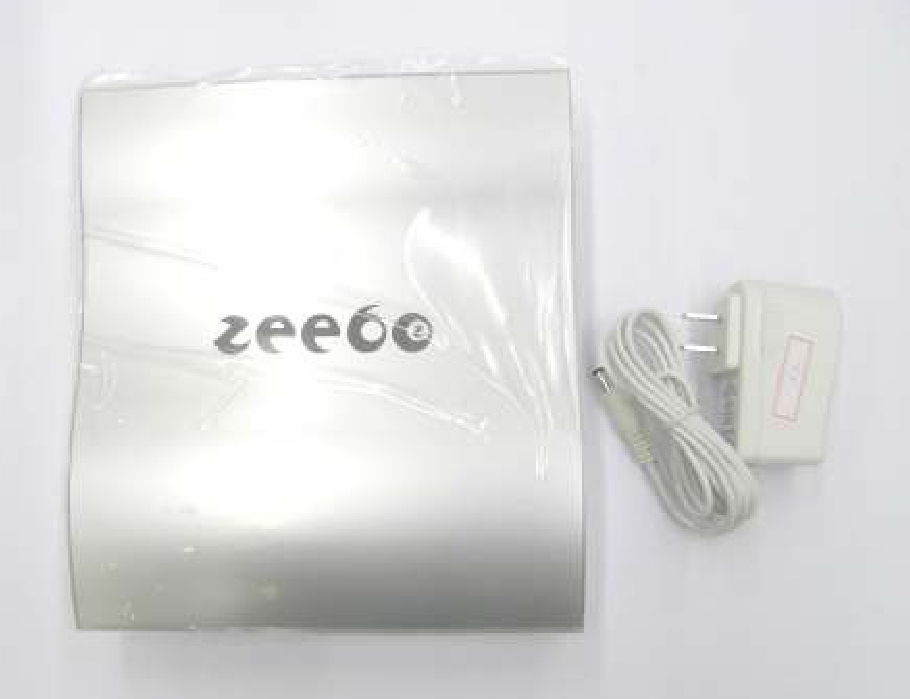
Zeebo (왼쪽) 와 AC 어댑터 (오른쪽)

| 콘솔                                   | 제조사       | 발매일 | 메모                                                  |
| -------------------------------------- | ------------ | ------ | ----------------------------------------------------- |
| EVO 스마트 콘솔                        | Envizions    | 2006년 | Can be considered as a Media PC                       |
| Zeebo                                  | Zeebo Inc.   | 2009년 | 개도국 전용으로 개발. 멕시코, 중국, 브라질에서만 판매 |
| 하이퍼스캔                             | 마텔         | 2006년 | 어린이용으로 설계됨                                   |
| 게임 웨이브 패밀리 엔터테인먼트 시스템 | ZAPiT 게임즈 | 2005년 | 가족 친화형 내장형 게임                               |
| Vii                                    | JungleTac    | 2007년 | 중국 Wii 클론                                         |
| V.Flash                                | VTech        | 2006년 |                                                       |
| V.Smile V-Motion                       | VTech        | 2008년 |                                                       |
| V.Smile Baby                           | VTech        | 2006년 |                                                       |
| 클릭스타트                             | 립프로그     | 2007년 |                                                       |

### 휴대용

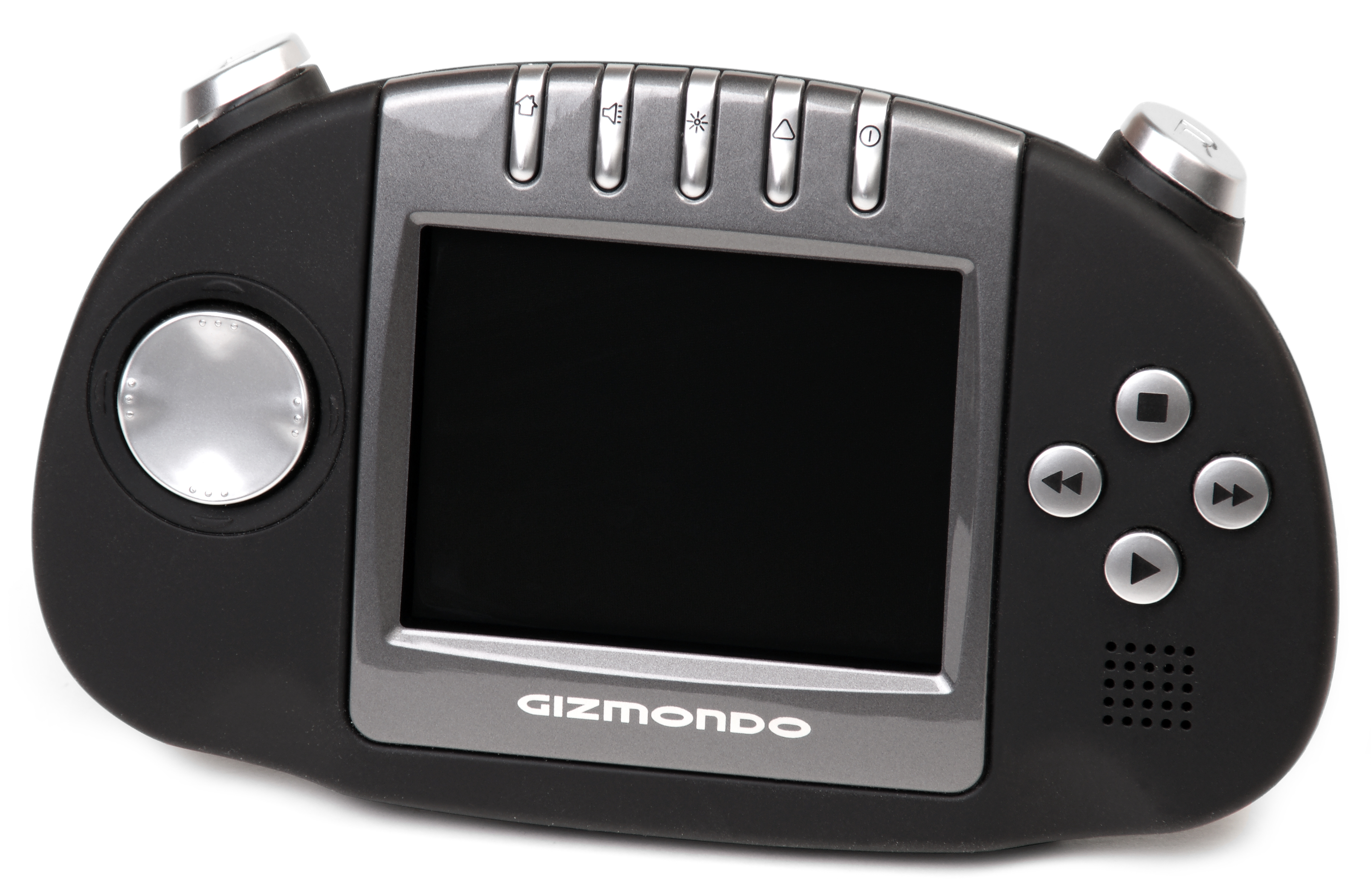
Gizmondo

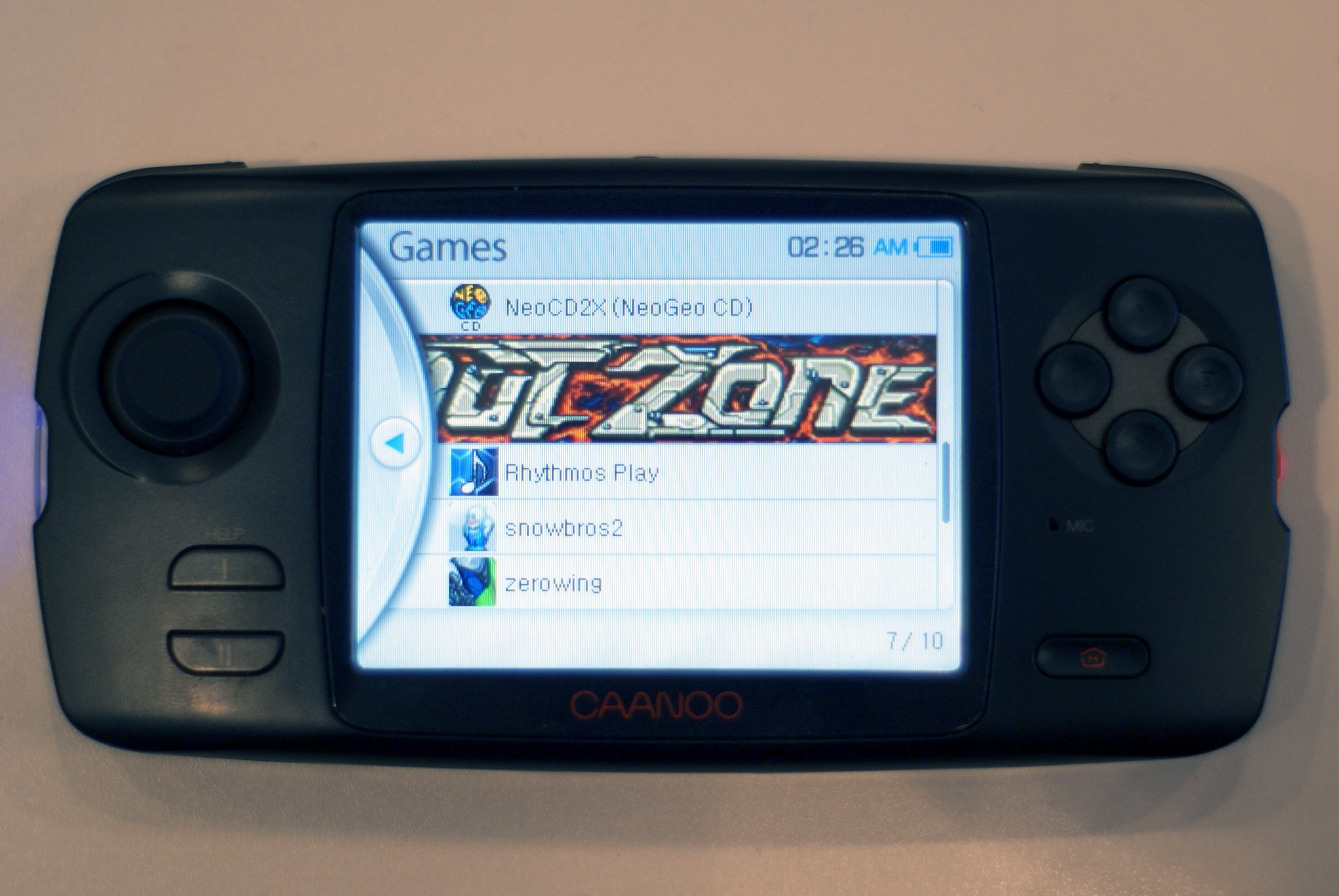
CAANOO

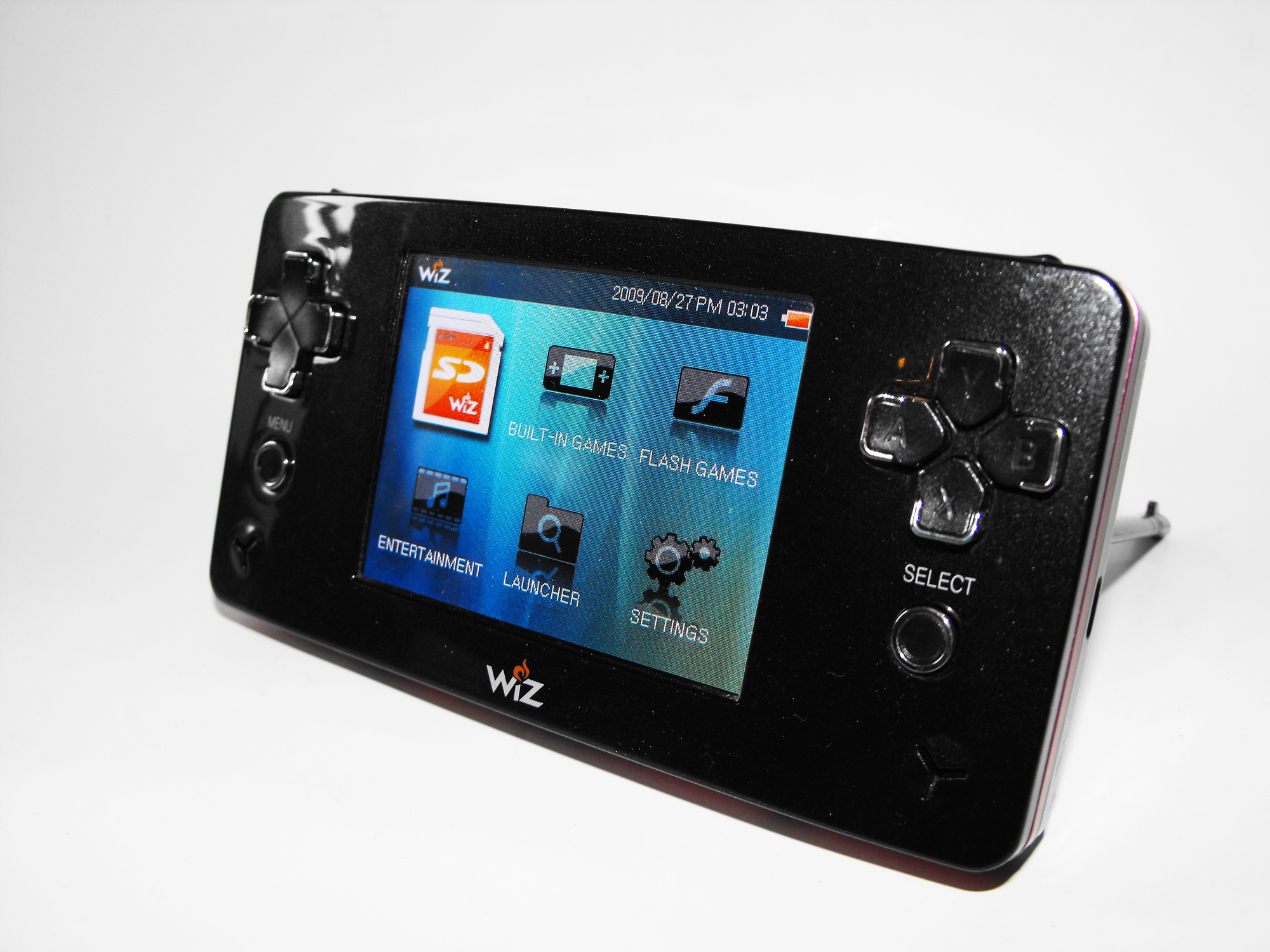
GP2X Wiz

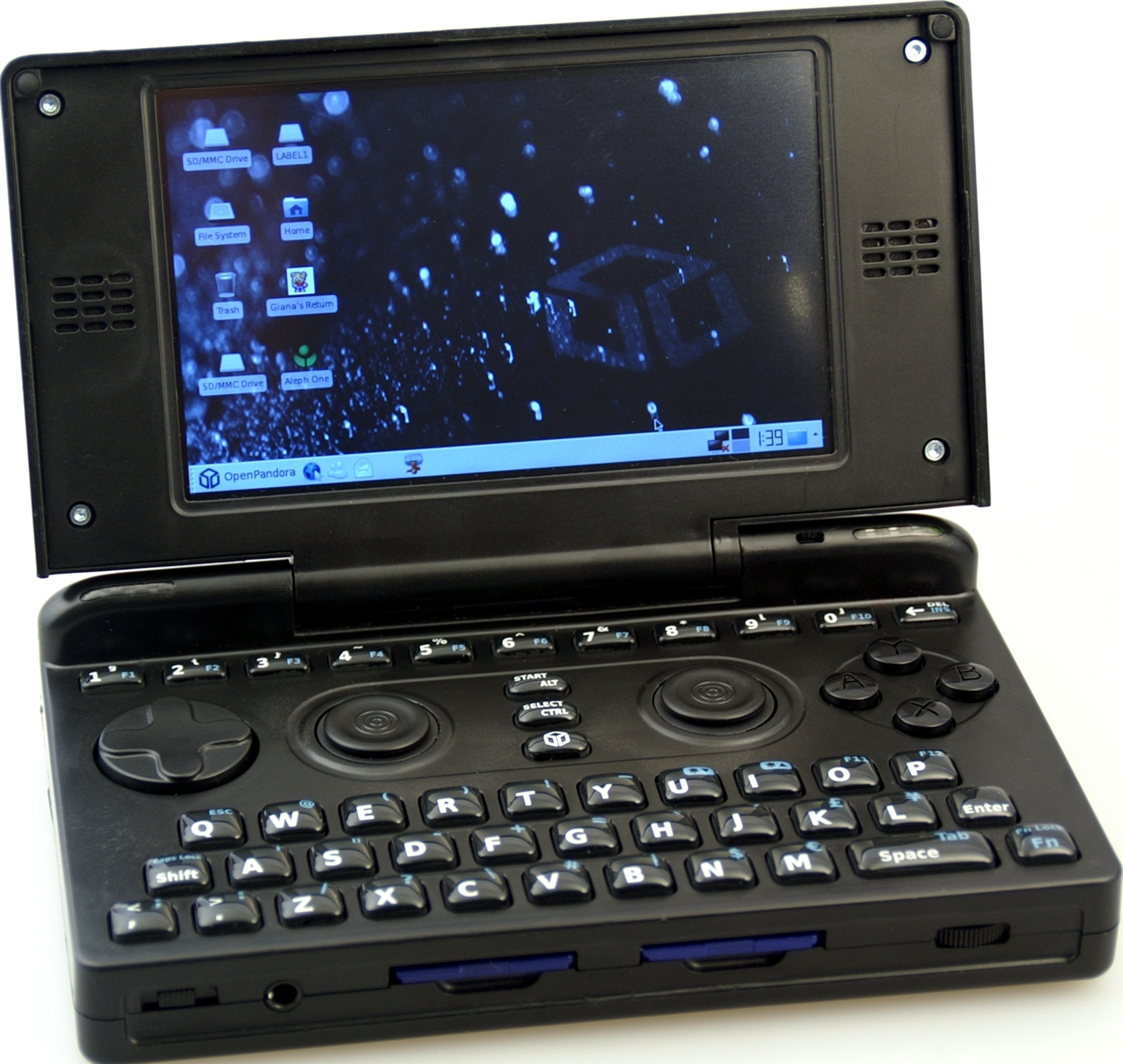
Pandora

| 이름                            | 제조사                                           | 발매일                                                                           | 비고                                    |
| ------------------------------- | ------------------------------------------------ | -------------------------------------------------------------------------------- | --------------------------------------- |
| N-게이지 2.0 플랫폼             | 노키아                                           | 2008년 4월                                                                       | 상업용 다운로드 가능 게임 작동          |
| 기즈모도                        | 타이거 텔레마틱스                                | March, 2005 in UK, Sweden and eventually US                                      | Runs commercial games                   |
| 비디오나우 XP                   | 타이거 일렉트로닉스                              | 2005년                                                                           |                                         |
| 디지블라스트                    | Grey Innovation                                  | 2005년 말                                                                        | Multimedia system for young children    |
| CAANOO                          | 게임파크 홀딩스                                  | 2010년 8월 16일                                                                  | 에뮬레이터 작동                         |
| Fusion: 30-In-1 Portable Arcade | 정글 소프트                                      | 2010?                                                                            | 여러 게임 내장                          |
| GP2X 위즈                       | 게임파크 홀딩스                                  | 2009년 5월 12일                                                                  |                                         |
| Leapster2                       | 립프로그 엔터프라이즈                            | 2008년                                                                           | 교육용 게임                             |
| Leapster Explorer               | LeapFrog Enterprises, Inc.                       | 2010년                                                                           | 교육용 게임 및 다운로드 게임            |
| Mi2 / PDC 터치                  | Planet Interactive / Conny Technology / Videojet | November 2009 – Benelux, China, France, Spain, Germany, United Kingdom, Portugal | 다수 내장된 게임                        |
| Pandora                         | 오픈판도라                                       | 2010년 5월                                                                       | Runs on Linux and designed for homebrew |
| 펠리칸 VG 포켓                  | Pelican Accessories                              | 2006년 8월                                                                       |                                         |

중국 한정 발매
| 이름           | 제조사                    | 발매일     |
| -------------- | ------------------------- | ---------- |
| 딩구 A320      | 주식회사 선전 딩구 디지털 | 2009년 3월 |
| Ez MINI        | 미텍 혹은 미오            | 2005년     |
| Gemei X760+    | Gemei                     | 2009년     |
| LetCool N350JP |                           | 2011년     |

대한민국 한정 발매
| 이름 | 제조사          | 발매일           |
| ---- | --------------- | ---------------- |
| GP2X | 게임파크 홀딩스 | 2005년 11월 10일 |

## 클라우드 게이밍/주문형 게임 서비스
| 이름                       | 제조사 | 발매일          |
| -------------------------- | ------ | --------------- |
| OnLive                     | OnLive | 2010년 6월 17일 |
| 가이카이                   | Gaikai | 2011년 2월 27일 |
| OTOY                       | OTOY   |                 |
| 플레이캐스트 미디어 시스템 |        |                 |
| G-cluster                  |        |                 |
| Spoon.net                  |        |                 |